# The Cockpit
The Cockpit (ザ・コクピット, Za Kokupitto) es una serie de tres OVA de la Segunda Guerra Mundial escritos y dirigidos por  Yoshiaki Kawajiri, Takashi Imanishi y Ryousuke Takahashi en base al manga battlefield escrito por Leiji Matsumoto. Este cuenta con 3 capítulos, cuyos personajes están conformados por un piloto de la Luftwaffe, un kamikaze japonés y un soldado artillero japonés. En España fue distribuida en VHS por Manga Films a finales de los años 90.

## Episodios

### La Corriente de laEstratosfera
Un desacreditado piloto alemán es asignado a una misión de escolta para salvar gatos negros de un bombardero B-17 capturado con el nuevo caza Focke-Wulf Ta 152, derivado del Focke-Wulf Fw 190. Al tratarse de una misión secreta, el piloto tiene interés en lo transportado. Es entonces que una amiga le muestra el cargamento: una bomba atómica que ayudaría a los nazis en la victoria final. Cuando el piloto ve el cargamento, se queda impactado. Entonces, mientras aún están en vuelo, empiezan a aparecer varios Spitfires. El piloto del Ta-152 logra destruir los primeros perseguidores, pero pronto se da cuenta de que está cometiendo un error al escoltar al bombardero, pues este transporta un arma que matará a mucha gente. Después de una lucha interna decide huir y el bombardero es destruido por los Spitfire.

### Escuadrón de laExplosión Sónica
El 5 de agosto de 1945, un escuadrón de bombarderos Mitsubishi G4M escoltado por cazas Zero transporta un avión cohete suicida llamado Ohka. El piloto del Ohka es Nogami, un piloto joven. De inmediato los estadounidenses detectan al escuadrón, por lo que lanzan sus aviones en su contra. Desesperado, Nogami se sube al Ohka y ordena al resto de los tripulantes que lo suelten. Es entonces cuando la tripulación del Betty se rehúsa a soltarlo, diciendo que es demasiado pronto y que está muy lejos del objetivo como para ser liberado. Debido a la insistencia de Nogami, uno de los tripulantes del Betty se ve forzado a golpearle la cabeza para dejarlo inconsciente, y es lanzado del avión en paracaídas. Cuando Nogami despierta se da cuenta de que todo su escuadrón ha sido aniquilado a manos de la aviación enemiga y que él es el único sobreviviente. Más adelante es rescatado por un buque que patrullaba la zona, el cual lo lleva a una base cercana.
Al día siguiente Nogami parte por fin, esta vez escoltado tanto por cazas Zero como por cazas pesados George. En ese momento, el escuadrón es atacado por los cazas F6F Hellcat. Cuando el bombardero de Nogami está a punto de colapsar a manos del fuego enemigo, es salvado gracias a la intervención de un piloto de Zero que estrella su avión contra el perseguidor. Los estadounidenses le disparan intenso fuego antiaéreo, pero es inútil, pues Nogami va a toda velocidad. Finalmente se estrella contra el portaaviones y hace que este explote. Antes de que el barco se hunda, el capitán recibe un informe de que Hiroshima fue bombardeada.

### Los Caballeros del Dragón de Hierro
Un par de soldados japoneses tratan de llegar a la base aérea japonesa en Leyte usando una vieja motocicleta.